# Homolice
Homolice (Conus) je rod mořských plžů z čeledi homolicovití (Conidae). Jedná se o dost známou a často vyhledávanou skupinu živočichů, zejména pro krásu jejich ulit. Ty mají kónický nebo dvoukónický tvar, odtud pak pochází i jejich český název. Jedná se vesměs o jedovaté živočichy, kteří jsou nebezpeční svými toxiny, jež mohou člověku způsobit i smrt. Velikost je kolem 40 až 100 mm.
Žijí obvykle v teplých oceánech a mořích tropického a subtropického pásma, ve svém přírodním prostředí často užívají mimikry (číhají na kořist z větší části zahrabané v písku).

## Způsob lovu
Homolice loví tak, že po dostatečně blízko se nacházející kořisti vystřelí svůj harpunovitý osten, kterým ji znehybní během několika okamžiků. Paralyzovanou či již mrtvou oběť pak homolice doslova vcucne a stráví.

## Vybraní zástupci
- Conus aulicus (homolice knížecí)
- Conus geographus (homolice mapová)
- Conus marmoreus (homolice mramorovaná)
- Conus striatus (homolice žíhaná)
- Conus textile (homolice síťkovaná)
- Conus tulipa (homolice tulipánová)